# Rockin' at the Hops
Rockin' at the Hops är ett musikalbum av Chuck Berry utgivet 1960 på skivbolaget Chess.
Albumets hits var "Bye Bye Johnny" (uppföljaren till "Johnny B. Goode") och "Let It Rock". Om man bortser från de två rock'n'roll-hitsen har Berry på detta album tolkat många äldre blues-låtar, något han inte blev, och för den delen inte är känd för.

## Låtlista
1. "Bye Bye Johnny" (Chuck Berry) - 2:02
2. "Worried Life Blues" (Big Maceo Merriweather) - 2:07
3. "Down the Road a Piece" (Don Raye) - 2:10
4. "Confessin' the Blues" (Walter Brown/Jay McShann) - 2:06
5. "Too Pooped to Pop" (Chuck Berry) - 2:31
6. "Mad Lad" (B.B. Davis) - 2:06
7. "I Got to Find My Baby" (Chuck Berry) - 2:12
8. "Betty Jean" (Chuck Berry) - 2:25
9. "Childhood Sweetheart" (Chuck Berry) - 2:40
10. "Broken Arrow" (E. Anderson) - 2:19
11. "Driftin' Blues" (Charles Brown/Johnny Moore/Eddie Williams) - 2:16
12. "Let It Rock" (Chuck Berry) - 1:42